# (74316) 1998 UW15
(74316) 1998 UW15 – planetoida z pasa głównego asteroid okrążająca Słońce w ciągu 3,7 lat w średniej odległości 2,39 j.a. Odkryta 24 października 1998 roku.